# Exotex
Exotex je
- druh dvojité zátažné pleteniny.

Vyrábí se z 60 % polypropylenu a 40 % bavlny. Polypropylenová část pleteniny saje snadno pot a odvádí ho k bavlněné části s povrchem z krátkých smyček.
Výhody exotexu: dobré přenášení vlhkosti, při čemž smyčky zajišťují určitý odstup pleteniny od lidského těla, takže pokožka zůstává suchá.
Použití: sportovní oděvy, spodní prádlo
- způsob vodotěsné impregnace oděvních textilií.

Např. EXOTEX 10 má vodotěsnost 10 000 mm vodního sloupce.
Použití: bundy, rukavice aj.